# ماریو گئورگیف
ماریو گئورگیف (بلغاری: Марио Георгиев؛ زادهٔ ۲۳ دسامبر ۱۹۸۷) بازیکن فوتبال اهل بلغارستان است.
از باشگاه‌هایی که در آن بازی کرده است می‌توان به باشگاه فوتبال هبار پازارجیک اشاره کرد.